# Junior Wells
Junior Wells, nome artístico de Amos Wells Blakemore Jr. (9 de dezembro de 1934 - 15 de janeiro de 1998), foi um cantor e gaitista de blues. Wells é conhecido por já ter acompanhado artistas como Muddy Waters, Buddy Guy, Bonnie Raitt, Rolling Stones, Carlos Santana e Van Morrison.

## Discografia
- Hoodoo Man Blues * (1965)
- It's My Life, Baby! * (1966)
- Chicago/The Blues/Today! vol. 1 * (1966)
- On Tap (1974)
- You're Tuff Enough (1968)
- Coming at You * (1968)
- Live at the Golden Bear (1969)
- Southside Blues Jam * (1969)
- Buddy and the Juniors * (1970)
- In My Younger Days (1972)
- Buddy Guy & Junior Wells Play the Blues * (1972)
- Live At Montreux * (1977)
- Blues Hit Big Town (1977)
- Pleading the Blues * (1979)
- Got To Use Your Head (1979)
- Drinkin' TNT 'n' Smokin' Dynamite * (1982)
- The Original Blues Brothers (1983)
- Messin’ With The Kid, Vol 1 (1986)
- Universal Rock (1986)
- Chiefly Wells (1986)
- Harp Attack! (1990)
- 1957-1966 (1991)
- Alone & Acoustic * (1991)
- Undisputed Godfather of the Blues (1993)
- Better Off with the Blues * (1993)
- Messin’ With The Kid 1957-63 (1995)
- Everybody's Getting' Some (1995)
- Come on in This House (1997)
- Live at Buddy Guy's Legends (1997)
- Keep On Steppin’: The Best Of… (1998)
- Best Of The Vanguard Years (1998)
- Masters (1998)
- Buddy Guy & Junior Wells * (1998)
- Last Time Around –- Live at Legends (1998)
- Junior Wells & Friends (1999)
- Every Day I Have The Blues (2000)
- Calling All Blues (2000)
- Buddy Guy & Junior Wells * (2001)
- Best Of.. (2001)
- Live at Theresa's 1975 (2006)

(* apresentando Buddy Guy)